# Правдич-Неминский, Владимир Владимирович
Владимир Владимирович Правдич-Неминский (2 июля 1879 — 17 мая 1952) — советский учёный-физиолог, один из основоположников электроэнцефалографии.

## Биография
Закончил физико-математический (1907) и медицинский (1917) факультеты Киевского университета, где с 1908 года работал на кафедре физиологии. В 1923—1929 работал в системе АН УССР, в 1929 — в Украинском научно-исследовательском институте охраны материнства и детства в Киеве, в 1932—1944 годах — в различных вузах, с 1949 года заведовал Лабораторией электроцеребрографии и общей физиологии АМН СССР.
В 1929 году арестован, сослан в Архангельск на 3 года.
В 1913 году Правдич-Неминский опубликовал первую электроэнцефалограмму, записанную с мозга собаки — причем сделал это без повреждения скальпа животных, с помощью струнного гальванометра.
Также профессор Правдич-Неминский ввел термин «электроцереброграмма» — запись электрической активности мозга; предложил первую классификацию частот электроэнцефалограмм, которая легла в основу современных классификаций; обнаружил ритмичность в деятельности головного мозга и первым зарегистрировал (1925) реакцию «десинхронизации»; предложил (1951) метод тоноэлектроцеребрографии, позволяющий судить об электрической активности головного мозга в определенные фазы сердечной деятельности.
Позднее Ганс Бергер обнаружил аналоги двух категорий мозговых волн, зарегистрированных В. В. Правдич-Неминским у животных (α- и β-ритмы), также и у человека.